# Jucimara Evangelista Dantas
Pour les articles homonymes, voir Dantas.
Jucimara Evangelista Dantas, plus connue sous le nom de Mamá, née le 4 février 1978 à Ilha Solteira, dans l'État de São Paulo au Brésil, est une joueuse brésilienne de basket-ball. Elle évolue durant sa carrière au poste de pivot.

## Palmarès
- 3e du championnat des Amériques 2007
- Champion des Amériques 2009